# 圣吕班-昂韦尔戈努瓦
圣吕班-昂韦尔戈努瓦（法語：Saint-Lubin-en-Vergonnois，法語發音：[sɛ̃ lybɛ̃ ɑ̃ vɛʁɡɔnwa]）是法国卢瓦-谢尔省的一个市镇，位于该省中部，属于布卢瓦区。

## 地理
圣吕班-昂韦尔戈努瓦（47°36'47"N, 1°14'16"E）面积17.06 平方千米，位于法国中央-卢瓦尔河谷大区卢瓦-谢尔省，该省份为法国中北部省份，北起厄尔-卢瓦省，东北接卢瓦雷省，东南接谢尔省，南至安德尔省，西南接安德尔-卢瓦尔省，西北接萨尔特省。
与圣吕班-昂韦尔戈努瓦接壤的市镇（或旧市镇、城区）包括：福塞、埃尔博、朗德勒戈卢瓦、圣博艾尔、圣叙尔皮斯-德波姆赖、瓦朗锡斯。
圣吕班-昂韦尔戈努瓦的时区为UTC+01:00、UTC+02:00（夏令时）。

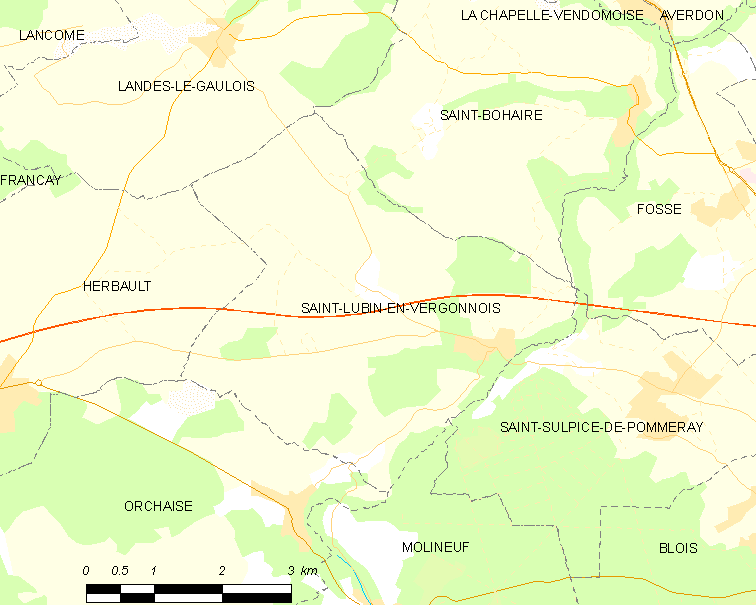
圣吕班-昂韦尔戈努瓦的OSM定位图

## 行政
圣吕班-昂韦尔戈努瓦的邮政编码为41190，INSEE市镇编码为41223。

## 政治
圣吕班-昂韦尔戈努瓦所属的省级选区为卢瓦尔河畔沃赞县。

## 人口

1962-2008年间圣吕班-昂韦尔戈努瓦人口变化图示

圣吕班-昂韦尔戈努瓦于2022年1月1日时的人口数量为776人。